# Ян Конефке
Ян Конефке (на немски: Jan Koneffke) е германски писател и преводач, автор на стихотворения, романи, разкази и книги за деца.

## Биография
Ян Конефке е роден на 19 ноември 1960 г. в Дармщат. Детството и младите си години прекарва в родния си град, а за кратко – във Франкфурт на Майн и Брауншвайг. През 1980 г. полага матура и от 1981 г. следва философия и германистика в Свободния университет на Берлин. През 1987 г. получава магистърска степен с теза върху поета Едуард Мьорике.
Заживява като писател на свободна практика в Берлин. След като получава стипендия Villa Massimo, през 1995 г. заминава в Рим и пребивава там до 2003 г. Оттогава живее във Виена и Букурещ.
Ян Конефке пише поезия, която се отличава с чудноват, фантастичен образен език и иронична употреба на старомоден стил. В своите романи и разкази често разглежда проблема за загубата на самоличност. За романа си „Щастливо дете“ (Ein Sonntagskind) (2015) използва писма от архива на баща си, професор по философия.
От 2017 г. Конефке е член на немския ПЕН клуб.